# Harqin
Harqin är ett mongoliskt baner som lyder under Chifengs stad på prefekturnivå i den autonoma regionen Inre Mongoliet i nordvästra Kina.